# Tratado de Paris (1898)
O Tratado de Paris de 1898, assinado em 10 de dezembro de 1898, terminou a Guerra Hispano-Americana.
Os delegados americanos e espanhóis reuniram-se em Paris, em 1 de outubro de 1898, para elaborar um tratado que iria pôr termo à guerra após seis meses de hostilidades. A delegação americana era constituída por William R. Day, Cushman K. Davis, William P. Frye, George Gray e Whitelaw Reid. A espanhola incluía Eugenio Montero Ríos, Abarzuza de Buenaventura, José de Garnica, Wenceslao Ramírez de Villa-Urrutia e Rafael Cerero, bem como um diplomata francês, Jules Cambon.
O Tratado de Paris previa que Cuba se tornasse independente de Espanha, mas o Congresso Estadunidense assegurou-se o controle pelos Estados Unidos com a Emenda Platt.
Especificamente, a Espanha renunciou a qualquer reivindicação de soberania sobre Cuba. Após a evacuação pela Espanha, Cuba seria ocupada pelos Estados Unidos, e os Estados Unidos iriam assumir e respeitar todas as obrigações sob o direito internacional que resultassem deste fato.
O Tratado também garantiu que a Espanha cedia aos Estados Unidos a ilha de Porto Rico e outras ilhas, então sob soberania espanhola nas Índias Ocidentais, bem como a ilha de Guam.
O maior conflito era a respeito da situação das Filipinas. Os comissários espanhóis alegaram que Manila fora entregue após o armistício e, portanto, as Filipinas não poderiam ser exigidas como uma conquista de guerra, senão que terminaram rendendo-se ao não terem outra escolha; finalmente, os Estados Unidos pagaram 20 milhões de dólares à Espanha pela posse das Filipinas. O Tratado especificava que a Espanha iria ceder aos Estados Unidos o arquipélago das Filipinas, inclusive as ilhas situadas dentro duma linha especificada.
O tratado foi tema de debate polêmico no Senado dos EUA durante o Inverno de 1898-1899, e foi aprovado a 6 de fevereiro de 1899.
De acordo com o tratado, a Espanha desistia de todos os direitos de Cuba (ver Emenda Teller e Emenda Platt), renunciava a Porto Rico e às suas posses nas Índias Ocidentais e entregava as ilhas Filipinas e a ilha de Guam para os Estados Unidos.
A derrota pôs fim ao Império espanhol na América e, um ano mais tarde, no Oceano Pacífico (depois do Tratado Germano-Espanhol de 1899).
O tratado marcou o início dos Estados Unidos como potência colonial.